# أيدع إهليلجي
أيدعة إهليلجية (الاسم العلمي: Dracaena elliptica) هي نوع من النباتات تتبع جنس الدراسينا من الفصيلة الهليونية.